# Zabranjeno pušenje
Zabranjeno pušenje est un groupe bosnien de rock, originaire de Sarajevo, ex-Yougoslavie. Depuis 1989 et la dislocation de la Yougoslavie, le groupe s'est divisé en un groupe croato-bosnien ayant gardé le nom « Zabranjeno Pušenje » et un groupe de rock serbe ayant pris le nom « The No Smoking Orchestra ».

## Histoire

### Origines et première période (1980–1989)
Alors que dans les années 1980, la plupart des groupes yougoslaves de rock se contentaient de copier les groupes occidentaux, principalement punk et new wave, Zabranjeno pušenje est le leader d'un mouvement rock basé à Sarajevo cherchant sa propre voie en ne reniant pas ses origines. Ce mouvement peut être défini comme un mélange de simplicité et de spontanéité pour l'esprit, de garage rock et de folklore yougoslave pour la musique, et un sentiment d'appartenance très marqué pour sa ville de Sarajevo.
Zabranjeno pušenje réalise 4 albums avant les Guerres de Yougoslavie sur lesquels on peut trouver les titres Dan kad je otišao Hase et Lijepa Alma qui sont désormais des classiques de la musique bosnienne.

### Séparation et transitions (1990–1995)
Nele Karajlić et Sejo Sexon, le duo de tête du groupe, se refroidissent de plus en plus et la tournée dans toute la Yougoslavie avec Bombaj Štampa et Top lista nadrealista au début de 1990, bien qu'elle ait connu un énorme succès commercial, n'a fait qu'exacerber leurs relations professionnelles et personnelles fracturées. Le groupe se sépare à la fin de l'été 1990 lorsque Sejo Sexon informe Karajlić qu'il n'était plus intéressé par le fait de jouer avec lui. Sejo Sexon, Darko Ostojić et Faris Arapović quittent le groupe en raison de divergences de vues sur la vision du groupe plus que des différences politiques dans le leadership yougoslave à la fin des années 1980. À cette époque, Sejo Sexon et Ostojić travaillent sur leur disque solo pour Diskoton, mais cet album studio n'est pas sorti en raison du début de la guerre de Bosnie. Arapović rejoint le groupe de rock alternatif Sikter, originaire de Sarajevo.
En avril 1992 commene la guerre de Bosnie. Nele Karajlić se réfugie à Belgrade et continue de travailler sous le nom de Nele Karajlić & Zabranjeno Pušenje, plus connu par la suite sous le nom d'Emir Kusturica and The No Smoking Orchestra. Sejo Sexon, ainsi qu'Elvis J. Kurtović, Zenit Đozić, Boris Šiber et Srđan Velimirović, concepteur de la pochette de l'album du groupe, sont restés à Sarajevo, assiégée, pour participer à l'émission Top lista nadrealista, qui est créée en temps de guerre. Fin juin 1992, l'équipe de Top lista nadrealista commence à travailler sur des émissions de radio hebdomadaires de 15 minutes. En août 1993, après une cinquantaine d'émissions radiophoniques, le groupe tourne et diffuse quatre épisodes télévisés. Sejo Sexon produit une bande sonore pour des séries télévisées et une pièce de théâtre, Top lista nadrealista. Après la guerre de Bosnie, Sejo Sexon s'installe à Zagreb, en Croatie, où il vit pendant un certain temps. Plus tard, il revient à Sarajevo et, avec Elvis J. Kurtović, qui travaille occasionnellement sur les enregistrements du groupe, restaure Zabranjeno Pušenje. Après la reformation du groupe en 1996, Sejo Sexon et Elvis J. Kurović ont eu plus de 300 occasions de jouer en direct Top lista nadrealista à travers la Bosnie-Herzégovine, la Croatie, la Slovénie, l'Allemagne, l'Autriche, le Danemark et la Suisse. Cette tournée est soutenue par le bureau de l'USAID à Sarajevo.

### Nouveaux départs (1996–2001)
En 1996, Sejo Sexon et Elvis J. Kurović accompagnés de membres de l'orchestre de psot-Top lista nadrealista tels que Sejo Kovo, Đani Pervan, Dušan Vranić, et Samir Ćeremida étaient devenus le noyau de la formation renouvelée du groupe. Pendant ce temps, le groupe travaille sur son nouvel album studio. Le cinquième album de Zabranjeno Pušenje, Fildžan viška, est publié par Dallas Records et Nimfa Sound en 1997.
Au début de l'année 2000, le groupe revient au Centre olympique de Bjelolasica pour travailler sur le septième album du groupe. Entre-temps, le groupe s'enrichit d'un nouveau membre : le percussionniste de classe mondiale Albin Jarić, plus connu sous le nom de Jimi Rasta, qui a travaillé auparavant avec des musiciens tels que Dave Stewart et Eric Clapton. Bog vozi Mercedes est enregistré en indépendant dans des studios improvisés à Bjelolasica et Ivanić Grad entre mars et juin 2001. Ce disque devait être une pause non commerciale dans les grands projets musicaux. Personne ne s'attendait à ce qu'il devienne l'un des albums les plus vendus de Zabranjeno Pušenje. L'album est sorti en décembre 2001 chez TLN-Europa et Menart Records, et s'est vendu à plus de 35 000 exemplaires. Sejo Sexon a écrit et produit quatre vidéos musicales, sur les six sorties. Pour la chanson Arizona Dream, le groupe remporte en 2002 le Davorin Award de la meilleure chanson rock. La tournée de concerts du groupe en soutien à leur septième album studio compte 250 concerts.

### Succès continu (2002–2011)
En 2002, le groupe part en tournée nord-américaine. Le 26 mai 2002, ils enregistrent leur deuxième album live au Casa Loma Ballroom de Saint-Louis, dans le Missouri. En 2004, le groupe sort Live in St. Louis, un album live qui contient deux nouveaux clips, Zenica Blues et Posljednja oaza (Fikreta). Le clip de Zenica Blues, leur tube des années 1980, est réalisé à l'occasion du 20e anniversaire de la sortie de la chanson. La vidéo est tournée dans la prison de Zenica. En 2003, Zabranjeno Pušenje est récompensé pour sa performance live exceptionnelle lors du festival des nuits de Baščaršija à Sarajevo. Au cours de l'année 2004, Albin Jarić, Bruno Urlić et Dragomir Herendić quittent le groupe en raison d'autres engagements. Jarić se consacre à sa vie de famille à Kranj, en Slovénie. Herendić achève son propre studio à Ivanić Grad et se concentre sur sa carrière de producteur. Urlić reprend la direction du groupe folklorique macédonien Ezerki & 7/8 de Zagreb et entame sa carrière de musicien de studio et de producteur.

### Derniers albums (depuis 2012)
En 2012, Sejo Sexon et Toni Lović entrent en studio pour commencer l'écriture de leur dixième album studio. Le 10 octobre 2013, Radovi na cesti sort chez Croatia Records et Dallas Records,,. L'album est accueilli de manière majoritairement positive par la critique. L'album contient six singles : Boško i Admira, Ti voliš sapunice, Tri kile, tri godine, U Tvoje ime, Klasa optimist et Kafana kod Keke.
Le 28 décembre 2013, Sejo Sexon et Zabranjeno Pušenje célèbrent le 30e anniversaire du groupe avec leurs fans lors d'un concert à Skenderija, Sarajevo,. En janvier 2016, la saxophoniste et flûtiste Lana Škrgatić rejoint le groupe. En tant que nouveau membre du groupe, elle apparaît pour la première fois dans le clip vidéo de 2016 du cinquième single de Radovi na cesti, Klasa optimist. Le claviériste Paul Kempf quitte le groupe au début de l'année 2017. Le groupe apparait dans deux des plus grands festivals de musique serbes en 2017, ils se produisent en live à l'EXIT Summer of Love 2017, à Novi Sad, et au Belgrade Beer Fest.
Le 31 octobre 2018, le groupe publie son onzième album studio Šok i nevjerica. Les chansons sont principalement écrites et produites par Sejo Sexon et Toni Lović,,. L'album met en vedette le rappeur bosniaque Sassja et le chanteur et compositeur bosniaque Damir Imamović. En novembre 2019, Lana Škrgatić se sépare du groupe pour rejoindre un groupe de musique féminin.
En 2020 et 2021, pendant la pandémie de Covid-19, les membres du groupe enregistrent 16 nouvelles chansons pour le nouvel album studio. Toutes les chansons ont été écrites et produites par Sejo Sexon et Toni Lović, tandis que l'arrangement est signé conjointement avec d'autres membres du groupe. Pour la première fois en 15 ans, ils ont collaboré avec Elvis J. Kurtović, un ancien membre du groupe. Ainsi, en juin 2020, ils sortent un single et un clip vidéo pour la chanson Korona hit pozitivan, qui a été réalisée en collaboration avec Kurtović,. En avril 2022, le troisième album live Live in Skenderija Sarajevo 2018 est publié. Le nouvel album studio, le douzième et le double, Karamba!, sort le 3 juin 2022,. L'album est annoncé avec la chanson Ekrem et son nouveau vidéoclip, réalisé par Tomislav Fiket, et dans le rôle-titre d'Ekrem se trouvait l'acteur Asim Ugljen,,,,.

## Membres

### Membres actuels
- Davor Sučić (a.k.a. Sejo Sexon) - guitare, chant principal, chœurs (1980-1990 ; depuis 1995)
- Branko Trajkov (alias Trak) - batterie, percussion, guitare acoustique, chœurs (depuis 1996)
- Toni Lović - guitare électrique, guitare acoustique (depuis 2004)
- Robert Boldižar - violon, clavier, chœurs (depuis 2004)
- Dejan Orešković (alias Klo) - basse (depuis 2008)

## Discographie
- 1984 : Das ist Walter
- 1985 : Dok čekaš sabah sa šejtanom
- 1987 : Pozdrav iz zemlje Safari
- 1989 : Male priče o velikoj ljubavi
- 1996 : Nikad robom, vazda taxijem - Best of 1
- 1997 : Fildžan viška
- 1997 : Ja nissam odavle (Belgrade)
- 1998 : Srce, ruke i lopata - Best of 2
- 1998 : Hapsi sve! - live
- 1999 : Agent tajne sile
- 2001 : Bog vozi Mercedes
- 2004 : Live in St. Louis
- 2009 : Muzej Revolucije
- 2013 : Radovi na cesti
- 2018 : Šok i nevjerica
- 2022 : Karamba!